# Округ Ворен (Кентаки)
Округ Ворен (енгл. Warren County) је округ у америчкој савезној држави Кентаки.

## Демографија
По попису из 2010. године број становника је 113.792, што је 21.27 (23,0%) становника више него 2000. године.
| Група             | 2000.          | 2010.          |
| Белци             | 79.376 (85,8%) | 92.807 (81,6%) |
| Афроамериканци    | 7.934 (8,6%)   | 10.311 (9,1%)  |
| Азијати           | 1.251 (1,4%)   | 3.184 (2,8%)   |
| Хиспаноамериканци | 2.466 (2,7%)   | 5.174 (4,5%)   |
| Укупно            | 92.522         | 113.792        |